# 池田成志
池田 成志（いけだ なるし、1962年9月27日 - ）は、日本の俳優。吉住モータース所属。元第三舞台、劇団山の手事情社所属。
福岡県大野城市出身。福岡県立筑紫丘高等学校卒業、早稲田大学第二文学部中退。

## 略歴・人物
1982年、第三舞台に参加し俳優活動を開始。劇団山の手事情社の設立に携わり、その後独立。現在では精力的な舞台出演の傍ら、演出家として舞台の演出もこなす。
つかこうへい、三谷幸喜、デヴィッド・ルヴォー、宮藤官九郎、いのうえひでのり、長塚圭史、前川知大ら、様々な舞台作家・演出家の作品に出演し、信頼と評価を得ている。
2013年、イキウメ公演『獣の柱 まとめ＊図書館的人生（下）』および、NODA・MAP公演『MIWA』での演技が高く評価され、第48回紀伊國屋演劇賞個人賞を受賞。
2017年、急逝した平幹二朗の代役として、舞台『死の舞踏』で主演を務める。

## 受賞歴
- 2013年 第48回紀伊國屋演劇賞個人賞（イキウメ公演『獣の柱 まとめ＊図書館的人生（下）』、NODA・MAP公演『MIWA』）[3]

## 出演

### 舞台
- 新人公演「それからの夢を見た日」（1982年）[4]
- 第三舞台 第4回公演「電気羊はカーニバルの口笛を吹く」（1982年）[5]
- 第三舞台 第6回公演「リレイヤー」（1983年）[6]
- 山の手事情社「Bombay Blood 覚書」※作も（1984年）[7]
- 第三舞台 第10回公演「モダン・ホラー」（1984年）
- 山の手事情社「縦横無塵」（1984年）[8]
- 第三舞台 第11回公演「朝日のような夕日をつれて'85」（1985年）[9]
- 山の手事情社「DECAMERON」（1985年）[10]
- 山の手事情社「神無月のころ」※演出も（1985年）[11]
- 大/早稲田攻社 「ユーモレスク」（1986年）
- 山の手事情社「PaRT2」（1986年）[12]
- 大/早稲田攻社「ラベルス」（1986年）
- 山の手事情社「メロドラマティック」※作も（1986年）[13]
- 山の手事情社「DECAMERON」再演（1987年）[14]
- 山の手事情社「銀座線」（1987年）[15]
- ZAZOUS THEATER「モノクローム・ビュー」（1987年）
- 山の手事情社「神無月のころ」再演（1987年）[16]
- 山の手事情社「象のフン」（1988年）[17]
- サードステージ・プロデュース「大恋愛」（1988年）[18]
- 山の手事情社「PaRT-2 改訂版」（1988年）[19]
- ZAZOUS THEATER「NORD＜北へ」（1988年）
- 山の手事情社「ゆるやかなトンビリラロの身だしなみ」（1989年）[20]
- ZAZOUS THEATER「スリランカーナ」（1989年）
- サードステージ・プロデュース「真夏の夜の夢」（1989年）[21]
- 山の手事情社「風通しのよいカメレオンレポート～季節が変わるように、俳優修行。～」（1989年）[22]
- ペーパーカンパニープロデュース「広島に原爆を落とす日」（1989年）
- 山の手事情社「ストーブ・プレイ」（1990年）[23]
- 劇団☆新感線 いのうえひでのり30周年記念作品「宇宙防衛軍ヒデマロⅤ～完結篇～」（1990年）[24]
- ミュージカル「マランドロ」（1990年）
- フラワーズカンパニー「○×式ゴドーを待ちながら」（1990年）[25]
- FON千円シアター「熱海殺人事件 永すぎた春」全国10ヶ所（1991年）[26]
- 第三舞台 第25回公演「ハッシャ・バイ＜'90年代版＞」（1991年）[27]
- サードステージ・プロデュースVOL.5 サントリー株式会社提携公演「VAMP SHOW」（1992年）[28]
- つかこうへい事務所「熱海殺人事件～ザ・ロンゲスト・スプリング～」（1992年）[29]
- R・U・Pプロデュース 池田成志座長公演「坊主百景 花のお江戸の法界坊」※演出も（1992年）[30]
- 東宝「野田秀樹の真夏の夜の夢」（1992年）
- つかこうへい事務所・シアターX 特別公演「熱海殺人事件・エンドレス 勝ち抜き演劇合戦」（1993年）
- 第三舞台 第27回公演「スナフキンの手紙」（1994年）[31]
- サードステージ・プロデュース「祈る女」（1995年）[32]
- 銀座セゾン劇場「エンジェルス・イン・アメリカ 第一部、第二部」（1995年）[33]
- 銀座セゾン劇場「マクベス」（1996年）[34]
- ファザーズ・プロデュース＋シアタートップス提携公演「悪霊～下女の恋」（1997年）[35]
- R・U・Pプロデュース「雨かしら」（1998年）[36]
- 音楽劇「ブッダ」（1998年）[37]
- 細川展裕プロデュース「象」（1998年）[38]
- 花組芝居「怪誕 身毒丸」 ※日替わりゲスト（1998年）
- 劇団☆新感線 INOUEKABUKI HORIMIX「PSY U CHIC―西遊記～仮名絵本西遊記より～」（1999年）[39]
- 月影十番勝負第五番「僕の美しい人だから」（1999年）[40]
- 劇団☆新感線 1999年夏休み前劇団☆新感線チャンピオン祭り「直撃！ドラゴンロック２・轟天大逆転～九龍城のマムシ」（1999年）[41]
- 東宝「夢見るおんなたち」（1999年）
- ナイロン100℃「テクノ・ベイビー アルジャーノン第二の冒険」（1999年）[42]
- ホリプロ「奇跡の人」（2000年）[43]
- 劇団☆新感線 20th Anniversary 豊年漫作チャンピオン祭り・秋味R「古田新太之丞･東海道五十三次地獄旅～踊れ！いんど屋敷～」（2000年）[44]
- パルコ劇場「ラ・テラス La TERRASSE」（2001年）[45]
- パルコ劇場「Vamp Show」※演出のみ（2001年）[46]
- 第三舞台20周年記念＆10年間封印公演「ファントム・ペイン」（2001年）[47]
- 2001年冬休み前劇団☆新感線チャンピオン祭り「直撃！ドラゴンロック３　轟天 対 エイリアン」（2001年）[48]
- 日本劇団協議会10周年記念公演「天保十二年のシェイクスピア」（2002年）[49]
- PARCO RICOMOTION PRESENTS「ダブリンの鐘つきカビ人間」（2002年）[50]
- 月影十番勝負第七番「愛の嵐」RUP ※演出も（2002年）[51]
- 加藤健一事務所「劇評」（2002年）[52]
- サードステージSHOWCASE「今度は愛妻家」（2002年）[53]
- G2プロデュース×3軒茶屋婦人会「ヴァニティーズ」※声の出演（2003年）
- 東宝 ミュージカル「ジキルとハイド」（2003年）[54]
- 劇団☆新感線 新感線G.T.B.W「花の紅天狗」（2003年）[55]
- フコク生命ミュージカル「シンデレラ・ストーリー」（2003年）[56]
- 劇団☆新感線2003年ゆく年くる年チャンピオン祭り「レッツゴー！忍法帖」（2003年）[57]
- 阿佐ヶ谷スパイダース「はたらくおとこ」（2004年）[58]
- ねずみの三銃士「鈍獣」（2004年）[59]
- 劇団☆新感線 SHINKANSEN☆RX「SHIROH」（2004年）[60]
- パルコ+サードステージ Presents「お父さんの恋」（2005年）[61]
- ミュージカル「シンデレラ・ストーリー」再演（2005年）[62]
- PARCO RICOMOTION PRESENTS「ダブリンの鐘つきカビ人間」再演（2005年）[63]
- 月影十番勝負第十番 THE FINAL SASORIIX「約yakusoku束」※演出も（2006年）[64]
- 志村けん一座旗揚げ公演「志村魂」（2006年）[65]
- テレビ朝日主催／アトリエ・ダンカン企画製作ミュージカル「OUR HOUSE」（2006年）[66]
- PARCO／東宝 ミュージカル「GOLF THE MUSICAL」（2006年）[67]
- 「みんな昔はリーだった～EXIT FROM THE DRAGON～」（2006年）[68]
- パルコ劇場「新」スタンダードシリーズ「トーチソングトリロジー」※声の出演（2006年）[69]
- 大人計画「ドブの輝き」（2007年）[70]
- 劇団☆新感線2007年夏休みチャンピオン祭り「犬顔家の一族の陰謀～金田真一耕介之介の事件です。ノート」（2007年）[71]
- PARCO PRESENTS ミュージカル「テイクフライト」（2007年）[72]
- PARCO PRESENTS「49日後…」（2008年）[73]
- パルコ劇場ドラマリーディング・シリーズ Vol.2「不器用な人々」（2008年）[74]
- 大人計画 ウーマンリブ vol.11「七人は僕の恋人」（2008年）[75]
- PARCO PRODUCE 「恐竜と隣人のポルカ」※声の出演（2008年）[76]
- 舞台「鉄人28号」（2009年）[77]
- なんば新歌舞伎座さよなら公演「その男」（2009年）[78]
- 「奇ッ怪～小泉八雲から聞いた話」（2009年）[79]
- ねずみの三銃士「印獣」（2009年）[80]
- 落語会「落語初心者、大歓迎!」寄席（2009年）[81]
- PARCO PRESENTS「博覧會~世界は二人のために~」※演出も（2010年）[82]
- 劇団☆新感線30周年興行【秋】豊年漫作チャンピオンまつり「鋼鉄番長」（2010年）[83]
- 三田佳子50周年特別公演スペシャル・コンサート「私の中のピアフ～いいえ、私は後悔しない～」（2011年）[84]
- 真心一座身も心もザ・ファイナル「流れ姉妹たつことかつこ-エンド・オブ・バイオレンス-」（2011年）[85]
- 現代能楽集VI「奇ッ怪 其ノ弐」（2011年）[86]
- rakugoオルタナティブvol.1「落語の中の女」（2011年）[87]
- ミュージカル「モンティ・パイソンのスパマロット」（2011年）[88]
- PARCO PRODUCTION「猟銃」※声の出演（2011年）[89]
- 第三舞台 封印解除＆解散公演「深呼吸する惑星」※映像の出演（2011年）
- NODA・MAP 番外公演「THE BEE」Japan Tour（2012年）[90]
- 劇団500歳の会「いつか見た男達~ジェネシス~」（2012年）[91]
- トム・プロジェクトプロデュース「満月の人よ」（2012年）[92]
- シアターコクーン・オンレパートリー＋キューブ2012「祈りと怪物~ウィルヴィルの三姉妹~」KERA version（2012年）[93]
- イキウメ「獣の柱 まとめ*図書館的人生(下)」（2012年）[94]
- NODA・MAP第18回公演「MIWA」（2013年）[95]
- ねずみの三銃士「万獣こわい」（2013年）[96]
- 山内圭哉の暗黒大紀行その伍〜バンコクからチェンマイ編〜 ゲスト（2013年）[97]
- ジョンソン&ジャクソン「窓に映るエレジー」（2014年）[98]
- THE SHAMPOO HAT「風の吹く夢」（2014年）[99]
- M&Oplays プロデュース「水の戯れ」（2014年）[100]
- ミュージカル「モンティ・パイソンのSPAMALOT featuring SPAM（R)」再演（2014年）[101]
- 劇団☆新感線35周年オールスターチャンピオン祭り「五右衛門VS轟天」（2015年）[102]
- シアターコクーンオンレパートリー「大逆走」（2015年）[103]
- NODA・MAP 第20回公演「逆鱗」（2015年）[104]
- 大野城まどかぴあプロデュース「浮足町アンダーグラウンド」（2016年）[105]
- 阿佐ヶ谷スパイダース「はたらくおとこ」再演（2016年）[106]
- シス・カンパニー「死の舞踏」（2017年）[107]
- ONWARD presents劇団☆新感線「髑髏城の七人 Season 鳥」（2017年）[108]
- リーディングドラマ「シスター」（2017年）[109]
- シス・カンパニー「近松心中物語」（2018年）[110]
- シス・カンパニー「ヘッダ・ガブラー」（2018年）[111]
- NODA・MAP 第22回公演「贋作 桜の森の満開の下」（2018年）[112]
- 「帰郷」（2019年）[113]
- 「家族のはなし PARTⅠ」（2019年）[114]
- 劇団☆新感線39興行・夏秋公演「けむりの軍団」（2019年）[115]
- ねずみの三銃士「獣道一直線!!!」（2020年）[116]
- COCOON PRODUCTION 2021 DISCOVER WORLD THEATRE vol.10「夜への長い旅路」（2021年）[117]
- 二兎社 四十周年記念公演「鷗外の怪談」再演（2021年）[118]
- ホリプロ「奇跡の人」（2022年）[119]
- 音楽劇「歌妖曲〜中川大志之丞変化〜」（2022年）[120][121]
- PARCO劇場開場50周年記念シリーズ「新ハムレット～太宰治、シェイクスピアを乗っとる！？～」（2023年）[122]
- 劇団☆新感線43周年興行・秋公演 いのうえ歌舞伎「天號星」（2023年）[123]
- Sky presents 舞台『中村仲蔵 〜歌舞伎王国 下剋上異聞〜』（2024年・2025年）[124][125]
- ナイロン100℃結成30周年記念公演 第二弾ナイロン100℃ 49th SESSION「江戸時代の思い出」（2024年）[126]
- 有頂天家族（2024年）[127]
- 舞台「世界の終りとハードボイルド・ワンダーランド」（2026年公演予定）[128][129]

### テレビドラマ
- IQエンジン（1989年、フジテレビ）
- 奇妙な出来事 第2回『出会い』（1989年10月16日、フジテレビ）
- 金曜スペシャル「売春捜査官マイルド」（1990年）
- 次男次女ひとりっ子物語（1991年、TBS）
- うたう!大龍宮城（1992年、フジテレビ） - サバ 役
- ホームワーク（1992年、TBS）
- NIGHT HEAD 第10話（1992年12月10日、フジテレビ） - 真鍋貴昭 役
- 白鳥麗子でございます!（1993年、フジテレビ） - 吉本 役
- 有言実行三姉妹シュシュトリアン 第6話（1993年2月14日、フジテレビ） - 光源氏 役
- 連続テレビ小説 春よ、来い 第2部（1994年、NHK総合） - 矢野原高志 役
- 警部補・古畑任三郎 第1話（1994年、フジテレビ） - 畑野茂 役
- 古畑任三郎（第2シリーズ） 第8話（1996年、フジテレビ） - 倉田勝男 役
- 寿司、食いねェ!（1996年）
- 竜馬におまかせ! 第11話（1996年6月19日、日本テレビ） - 武市半平太 役
- 火曜サスペンス劇場「待ち続けた女」（1996年、日本テレビ） - 古川刑事 役
- いらっしゃい（1996年）
- 世にも奇妙な物語 '96 秋の特別編「不定期バスの客」（1996年）
- 水戸黄門第25部 第16話「子供たちの恩返し -中津-」（1997年4月14日、TBS） - 新助 役
- ふたり（1997年、テレビ朝日） - 澤田先生 役
- 幻想ミッドナイト（1997年）
- 大河ドラマ（NHK）
  - 徳川慶喜（1998年） - 大久保利通 役
  - 八重の桜（2013年） - 大隈重信 役
  - 青天を衝け（2021年） - 島津久光 役
- 土曜ワイド劇場「江戸川乱歩の十字路」（1998年、テレビ朝日） - 真下幸彦 役
- 走れ公務員!（1998年）
- 年の差カップル刑事1 「お父さんは許しません」（1998年、フジテレビ） - 黒川竹夫 役
- リング〜最終章〜（1999年）
- 世にも奇妙な物語 '99 春の特別編「時間のない街」（1999年）
- ハッピー 愛と感動の物語（1999年）
- 池袋ウエストゲートパーク（2000年、TBS） - 渋沢光子（ヒカル）の父親 役
- 合い言葉は勇気（2000年、フジテレビ） - 琴井悌三 役
- Smap Short Films（2001年、関西テレビ）
- パンチ・デ・ニーロ（2001年）
- 山田風太郎 からくり事件帖-警視庁草紙より-（2001年、NHK） - 加治木警部 役
- 美少女戦士セーラームーン（2003年、中部日本放送） - 斎藤菅生社長 役
- ヤンキー母校に帰る（2003年）
- 土曜ワイド劇場「事件記者冴子の殺人スクープ4・ナース白衣を着せられて殺された3人の女!」（2003年、テレビ朝日） - 横山浩美 役
- 太閤記 サルと呼ばれた男（2003年12月27日、フジテレビ） - 鷲尾源内 役
- 離婚弁護士 第9話（2004年6月17日、フジテレビ） - 木村誠 役
- ママ!アイラブユー（2005年、中部日本放送） - 三村保 役
- 吾輩は主婦である（2006年、TBS）
- 仮面ライダーシリーズ
  - 仮面ライダー電王 第11・12話（2007年4月8日 - 15日、テレビ朝日） - 小林謙作 役
  - 仮面ライダーウィザード 第38話 - 第50話（2013年6月2日 - 9月8日、テレビ朝日） - 笛木奏 / 白い魔法使い 役
- スシ王子!（2007年）
- 33分探偵 第3話（2008年、フジテレビ） - 音楽教師・小山 役
- オトコマエ! 第3・4話（2008年、NHK） - 長尾半兵衛 役
- キャットストリート 第1話（2008年、NHK） - ディレクター・木下 役
- プリズナー（2008年、WOWOW） - 副署長・アリ 役
- 福家警部補の挨拶〜オッカムの剃刀〜（2009年、NHK） - 池内国雄 役
- ザ・クイズショウ 第1話（2009年、日本テレビ） - ジョン（福山翼） 役
- 湯けむりスナイパー 第6話（2009年5月15日、テレビ東京） - 俳優・仲城健 役
- 借王〈シャッキング〉-銭の達人-（2009年、WOWOW）
- プロゴルファー花 第2話 - （2010年、読売テレビ） - ナレーション
- 日本人の知らない日本語（2010年7月15日 - 9月30日、読売テレビ） - 鷹栖一樹 役
- 新・警視庁捜査一課9係season2 第2話「殺人酵母」（2010年7月7日、テレビ朝日） - 小杉薫 役
- MM9（2010年）
- うぬぼれ刑事 最終話（2010年9月17日、TBS） - 銀之助 役
- 宇宙犬作戦 第17話（2010年11月19日、テレビ東京） - サイコル 役
- マークスの山（2010年）
- ブルドクター（2011年7月 - 9月、日本テレビ） - 和泉浩二 役
- 勇者ヨシヒコと魔王の城 第2話（2011年7月15日、テレビ東京） - 忍者 役
- 贖罪 第2話「PTA臨時総会」（2012年1月15日、WOWOW） - 村井教頭 役
- ミューズの鏡（2012年1月 - 6月、日本テレビ） - 沖田竜 役
- 翼よ!あれが恋の灯だ（2012年2月12日、関西テレビ） - 竹中隆一 役
- 推定有罪（2012年3月25日 - 4月22日、WOWOW） - 平尾隆史 役
- 土曜ワイド劇場「アナザーフェイス〜刑事総務課・大友鉄〜」（2012年5月26日、朝日放送） - 馬場 役
- 梅ちゃん先生（2012年6月-、NHK「連続テレビ小説」） - 重岡医師（第一内科） 役
- ゴーイング マイ ホーム 第1話（2012年10月9日、関西テレビ）
- ヒトリシズカ 第3 - 5話（2012年11月4日 - 18日、WOWOW） - 南原義男 役
- ラストホープ 第3話（2013年1月29日、フジテレビ） - 近松学 役
- コントの劇場 〜The Actors' Comedy〜（2013年4月26日・2014年1月31日・2月28日、NHKBSプレミアム）
- 押忍!!ふんどし部! 第7話（2013年5月23日、テレビ神奈川） - 又木健吉 役
- 斉藤さん2 第1-2・4・8-9話（2013年7月13日 - 20日・8月3日・9月7日 - 14日、日本テレビ） - 安西継利 役
- Oh,My Dad!! 第5話（2013年8月8日、フジテレビ） - 野口 役
- 天魔さんがゆく 第9話（2013年9月16日、TBS） - ナポレオン・ボナパルト 役
- 隠蔽捜査 第4話（2014年2月3日、TBS） - 小田切貞夫 役
- 平成猿蟹合戦図（2014年11月15日 - 12月13日、WOWOW） - 奥野宏司 役
- マッサン（2014年9月29日 - 2015年3月28日、NHK大阪「連続テレビ小説」） - 特高警察のリーダー・桜田 役
- 予告犯－THE PAIN－（2015年6月7日 - 7月5日、WOWOW） - 河原将司 役
- オトナ女子（2015年10月15日 - 12月17日、フジテレビ） - 霜田賢三 役
- Chef〜三ツ星の給食〜（2016年10月13日 - 12月15日、フジテレビ） - 日高政孝 役
- 楽園（2017年1月8日 - 2月12日、WOWOW） - 秋津信吾 役
- ヒトヤノトゲ〜獄の棘〜（2017年3月19日 - 4月23日、WOWOW） - 岩本康隆 役[130]
- サヨナラ、えなりくん（2017年5月1日 - 7月3日、テレビ朝日） - 村木沢茂 役
- 監獄のお姫さま（2017年10月17日 - 12月19日、TBS） - 護摩はじめ 役
- 相棒season 16 第16話（2018年2月14日、テレビ朝日） - 烏丸晃司 役
- ラストチャンス 再生請負人（2018年7月16日 - 9月3日、テレビ東京） - 結城伸治 役
- ハムラアキラ〜世界で最も不運な探偵〜（2020年1月24日 - 、NHK総合） - 村木義弘 役
- トップナイフ-天才脳外科医の条件- 第3話（2020年1月25日、日本テレビ） - 神戸一郎 役
- ケイジとケンジ〜所轄と地検の24時〜 第3・6・最終話（2020年1月30日・2月20日・3月12日、テレビ朝日） - 見城長一郎 役
  - ケイジとケンジ、時々ハンジ。第5・最終話（2023年5月11日・6月8日）
- 病院の治しかた〜ドクター有原の挑戦〜 第6・7話（2020年3月2日・9日、テレビ東京） - 田所伊久磨 役
- 日曜プライム 「私は代行屋!事件推理請負人5」（2020年3月22日、テレビ朝日） - 尾高典史 役
- 半沢直樹 第1話 - 第4話（2020年7月19日 - 8月9日、TBS） - 諸田祥一 役[131]
- おカネの切れ目が恋のはじまり（2020年9月15日 - 10月6日、TBS） - 白兎吉明 役
- 裕さんの女房（2021年4月17日、NHK BSプレミアム） - 斉藤耕一 役
- 今ここにある危機とぼくの好感度について（2021年4月24日 - 5月29日、NHK） - 澤田教授 役[132]
- 緊急取調室（2021年7月8日 - 9月16日、テレビ朝日） - 北斗偉 役 [133]
- 妖怪シェアハウス-帰ってきたん怪-（2022年4月9日 - 、テレビ朝日） - 佐藤周 役[134]
- 刑事7人 Season8 第7話（2022年8月24日、テレビ朝日） - 中山信二 役
- 弁護士ソドム 第1話（2023年4月28日、テレビ東京） - 上野原豊 役[135]
- 雲霧仁左衛門 第6シリーズ第1〜4話（2023年）- 今津屋次右衛門 役
- 不適切にもほどがある! 第6・7話（2024年3月1日、3月8日、TBS） - 江面賢太郎 役[136]
- JKと六法全書 第7話・最終話（2024年5月31日・6月7日、テレビ朝日） - 岩代宅 役[137]
- それぞれの孤独のグルメ 第11話（2024年12月14日、テレビ東京） - 吉沢俊介 役[138]
- TRUE COLORS 第1話（2025年1月5日、NHK BS・BSプレミアム4K） - 江原大作 役[139]
- 19番目のカルテ（2025年7月13日 - 、TBS） - 東郷陸郎 役[140]

### 映画
- 悪役パパ（1993年）[141]
- ズッコケ３人組-怪盗Ｘ物語-（1998年）
- 静かなるドン THE MOVIE（2000年） - 海腐雄二 役
- 踊る大捜査線 THE MOVIE 2 レインボーブリッジを封鎖せよ!（2003年）
- THE 有頂天ホテル（2006年）
- アザーライフ（2006年）
- 日本沈没（2006年）
- ブタがいた教室（2008年）
- 斬〜KILL〜「キリコ」（2008年）
- 猿ロック THE MOVIE（2010年）
- 七瀬ふたたび（2010年）
- 信さん・炭坑町のセレナーデ（2010年） - 矢田昌平 役
- うさぎドロップ（2011年） - 大吉の上司・日高 役
- センチメンタルヤスコ（2012年） - 山仲刑事 役
- ガール（2012年）
- 鍵泥棒のメソッド（2012年）
- 劇場版 ミューズの鏡〜マイプリティドール〜（2012年） - 沖田竜 役
- 人生、いろどり（2012年）
- 俺はまだ本気出してないだけ（2013年） - 小室武士 役
- HK 変態仮面（2013年、ティ・ジョイ） - 色丞張男 役
- マダム・マーマレードの異常な謎（テレビ東京）
  - 出題編（2013年10月25日）
  - 解答編（2013年11月22日）
- 薔薇色のブー子（2014年）
- HK 変態仮面 アブノーマル・クライシス（2016年5月14日） - 色丞張男 役
- ちょっと今から仕事やめてくる（2017年） - 青山晴彦 役
- 幼な子われらに生まれ（2017年）
- クソ野郎と美しき世界（2018年）
- 最初の晩餐（2019年）
- BLOOD-CLUB DOLLS 2（2020年）
- 猫と塩、または砂糖（2022年）
- 映画　妖怪シェアハウス－白馬の王子様じゃないん怪－（2022年） - 佐藤周 役[134]
- 渇水（2023年） -  佐々木課長 役[142]
- 遠いところ（2023年）
- おまえの罪を自白しろ（2023年）[143]

### オリジナルビデオ
- 静かなるドン7〜12（1995年-2011年） - 海腐雄二 役

### ネット配信
- 深夜食堂 -Tokyo Stories Season2-「焼きそばパン」（2019年10月31日、Netflix） [144]
- 離婚しようよ 第2・3・4・6・9話（2023年6月22日配信、全9話、Netflix） - 阿久根透 役[145]

### CM
- ライフカード 「カードの切り方が人生だ〜派閥篇」
- KDDI・沖縄セルラー電話 「au 4G LTE〜800MHz・推理ドラマ篇」 - 福士蒼汰、剛力彩芽、大和田伸也、杉本彩と共演

### テレビアニメ
- 天元突破グレンラガン（2007年） - ロージェノム 役[146]

### 劇場アニメ
- 劇場版 天元突破グレンラガン 紅蓮篇（2008年） - ロージェノム 役
- 劇場版 天元突破グレンラガン 螺巌篇（2009年） - ロージェノム 役

### ゲーム
- スーパーロボット大戦シリーズ - ロージェノム / ロージェノム・ヘッド役
  - 第2次スーパーロボット大戦Z 破界篇（2011年）
  - 第2次スーパーロボット大戦Z 再世篇（2012年）
  - 第3次スーパーロボット大戦Z 時獄篇（2014年）
  - 第3次スーパーロボット大戦Z 天獄篇（2015年）
  - スーパーロボット大戦X（2018年）
- スーパーヒーロージェネレーション（2014年） - 白い魔法使い 役

### 映像作品
- 演劇講座、対談、「山の手事情社・変化の果て」（2002年）[147]
- ロックドリルの世界 〜地底世界の超機械巨神〜（2009年） - ナレーション
- 岐阜県瑞浪市のシティプロモーション短編映画「奇跡の化石」（2023年）[148]

## 舞台演出
- ヴァンプ・ショウ（1992年、2001年）
- 愛の嵐（2002年）
- SASORIIX 約束（2006年）
- 49日後…（2008年）
- 博覧會〜世界は二人のために〜（2010年）

## 監督作品

### 映画
- 渋谷怪談 サッちゃんの都市伝説 第13話「扉」（2004年）